# Big Time Sarah
Sarah Streeter, plus connue sous le nom d'artiste Big Time Sarah, née le 31 janvier 1953 à Coldwater dans le Mississippi et morte le 13 juin 2015 à Chicago dans l'Illinois, est une chanteuse américaine de blues.

## Biographie
Native de Coldwater au nord du Mississippi, elle grandit à Chicago où elle débute dans le Gospel en chantant au sein de chœurs d'églises locales avant d'orienter sa carrière musicale dans le Blues vers 1967, âgée de 14 ans. Elle se produit alors au Morgan's Lounge Club et fait la rencontre des artistes Magic Slim, Buddy Guy, Junior Wells et du groupe The Aces. 
Sa rencontre avec Sunnyland Slim en 1977 lui permet de sortir son premier single enregistré pour le label  Airways Records. À l'occasion du 'Blues with the Girls', Sarah se joint à Zora Young et Bonnie Lee pour une tournée en Europe en 1982. Un album est enregistré à Paris. 
De 1993 à 2015, elle enregistre de nouveaux albums pour le label Delmark. C'est le cas de Lay It on 'em Girls (1993), Blues in the Year One-D-One en 1996 et A Million of You en 2001.
Elle décède le 13 juin 2015 à Chicago, âgée de 62 ans.

## Discographie non exhaustive
- 1985 : Undecided (Blues R&B Recording)
- 1993 : Lay It on 'em Girls (Delmark)
- 1996 : Blues in the Year One-D-One (Delmark)
- 2001 : A Million of You (Delmark)